# Võrtsjärv
El Võrtsjärv (pronunciat en estonià [ˈʋɤrts.jærʋ]; amb el significat de 'llac Võrts') és un llac de 270 km² a la part meridional d'Estònia.
És el segon llac més gran d'Estònia (després del Peipus), però el més gran dels que estan enterament en territori estonià. Està situat a 33,7 m sobre el nivell del mar i té una profunditat màxima de 6 metres i una profunditat mitjana de menys de 3. El riu Emajõgi transcorre del llac Võrtsjärv cap al llac Peipus.
Al nord-est del llac hi ha la reserva natural més gran d'Estònia, la reserva natural Alam-Pedja (Estonià: Alam-Pedja looduskaitseala), que es pot traduir per "Baix-Pedja", ja que es troba al curs baix del riu Pedja .